# Hassleria majas
Hassleria majas är en fjärilsart som beskrevs av Jörgensen 1934. Hassleria majas ingår i släktet Hassleria och familjen björnspinnare. Inga underarter finns listade i Catalogue of Life.